# Liste der finnischen Botschafter in Australien

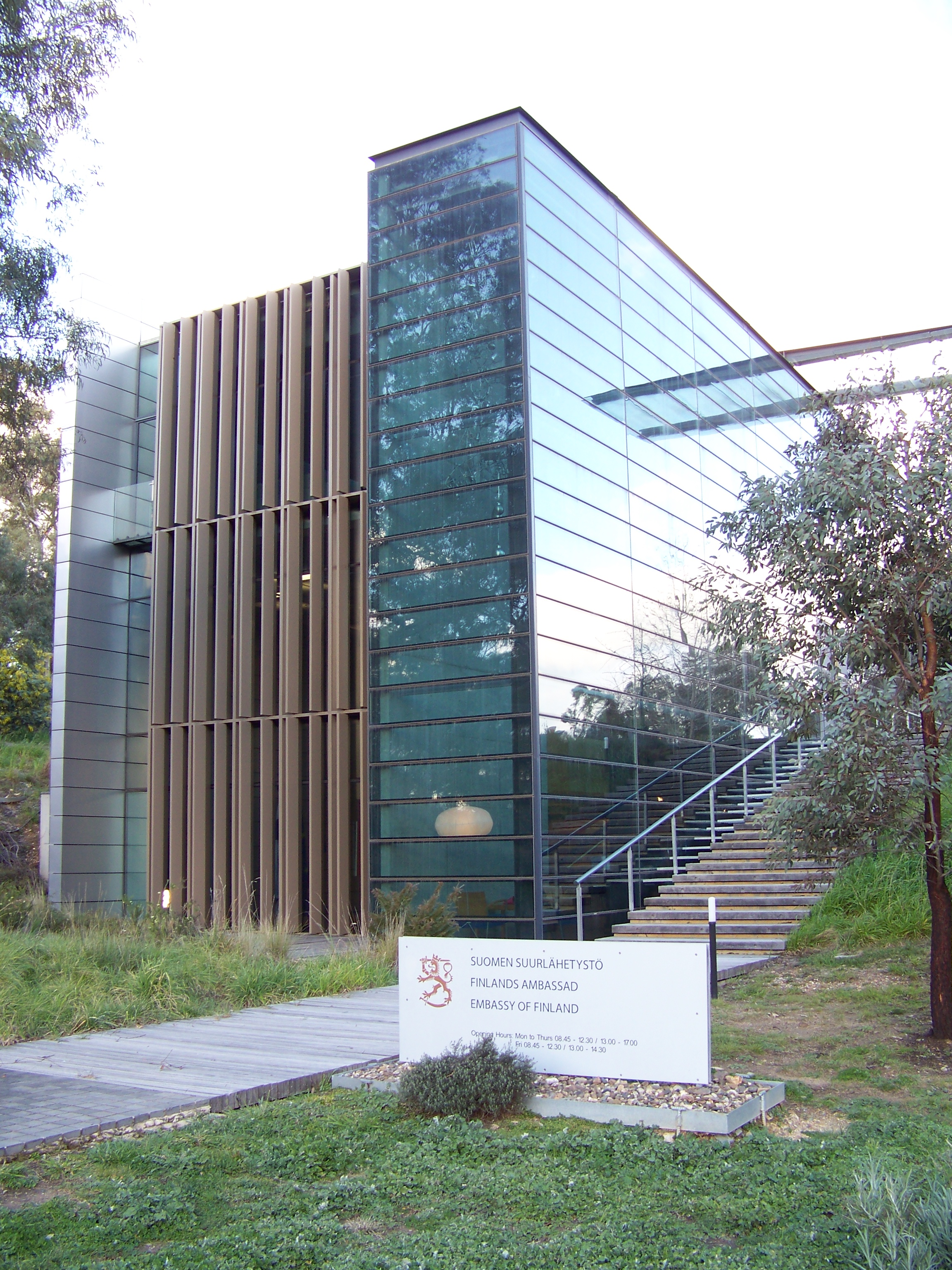
Das finnische Botschaftsgebäude in 12 Darwin Avenue Yarralumla Canberra wurde im Februar 2002 eröffnet.

Der finnische Botschafter in Australien mit Sitz in Canberra ist auch bei den Regierungen von Fidschi, Papua-Neuguinea und Neuseeland akkreditiert.
| Ernennung Akkreditierung | Name                 | Bemerkungen                                   | ernannt von      | akkreditiert während der Regierung von | Posten verlassen |
| ------------------------ | -------------------- | --------------------------------------------- | ---------------- | -------------------------------------- | ---------------- |
| 1949                     | Paavo Simelius       | Geschäftsträger Sitz Sydney                   | Urho Kekkonen    | John Gorton                            | 1958             |
| 1958                     | Toivo Kala           | bis 1963 Geschäftsträger Sitz Sydney/Canberra | Urho Kekkonen    | John Gorton                            | 1968             |
| 1969                     | Tuure Mentula        |                                               | Urho Kekkonen    | John Gorton                            | 1975             |
| 1975                     | Åke Backström        |                                               | Urho Kekkonen    | Malcolm Fraser                         | 1980             |
| 1980                     | Veikko Huttunen      |                                               | Urho Kekkonen    | Malcolm Fraser                         | 1983             |
| 1983                     | Osmo Lares           |                                               | Mauno Koivisto   | Bob Hawke                              | 1987             |
| 1987                     | Ulf-Erik Slotte      |                                               | Mauno Koivisto   | Bob Hawke                              | 1991             |
| 1991                     | Charles Murto        |                                               | Mauno Koivisto   | Paul Keating                           | 1996             |
| 1996                     | Esko Hamilo          |                                               | Martti Ahtisaari | John Howard                            | 2001             |
| 2001                     | Anneli Puura-Märkälä |                                               | Tarja Halonen    | John Howard                            | 2005             |
| 2005                     | Glen Lindholm        |                                               | Tarja Halonen    | John Howard                            | 2009             |
| 2010                     | Maija Lähteenmäki    |                                               | Tarja Halonen    | Julia Gillard                          |                  |